# Neuheim
Neuheim är en ort och kommun i kantonen Zug, Schweiz. Kommunen har 2 454 invånare (2023).